# Ancelle di Nostra Signora dell'Annunciazione
Le Ancelle di Nostra Signora dell'Annunciazione (in portoghese Irmãs Servas De Nossa Senhora Da Anunciação; sigla S.N.S.A.) sono un istituto religioso femminile di diritto pontificio.

## Storia
Le origini della congregazione risalgono a una comunità di religiose vincenziane inviata nel 1915 a Szombathely per assistere i soldati feriti; nel 1920 la loro superiora le invitò a lasciare la vita religiosa o a entrare in un'altra congregazione. János Mikes, vescovo di Szombathely, diede loro le costituzioni delle suore della Santa Croce e il 27 maggio 1922 affiliò la comunità all'ordine cappuccino.
L'8 settembre 1924 il vescovo Mikes eresse canonicamente la comunità in congregazione religiosa e la pose sotto la direzione del vicario generale della diocesi, il canonico Joannes Stanislai Boda, ritenuto fondatore dell'istituto.
Nel 1937 le suore iniziarono a diffondersi in Brasile e, quando le autorità socialiste dispersero le comunità religiose in patria, le uniche case a sopravvivere furono quelle nel paese sudamericano.
L'istituto ricevette il pontificio decreto di lode il 10 luglio 1934 e l'approvazione definitiva l'11 maggio 1942.

## Attività e diffusione
Le suore si dedicano all'assistenza agli ammalati e al servizio domestico in seminari, collegi e istituti ecclesiastici.
Oltre che in Brasile, sono presenti in Ungheria; la sede generalizia è a Ponta Grossa, nello Stato brasiliano del Paraná.
Alla fine del 2015 l'istituto contava 42 religiose in 10 case.